# Queijo Rabaçal

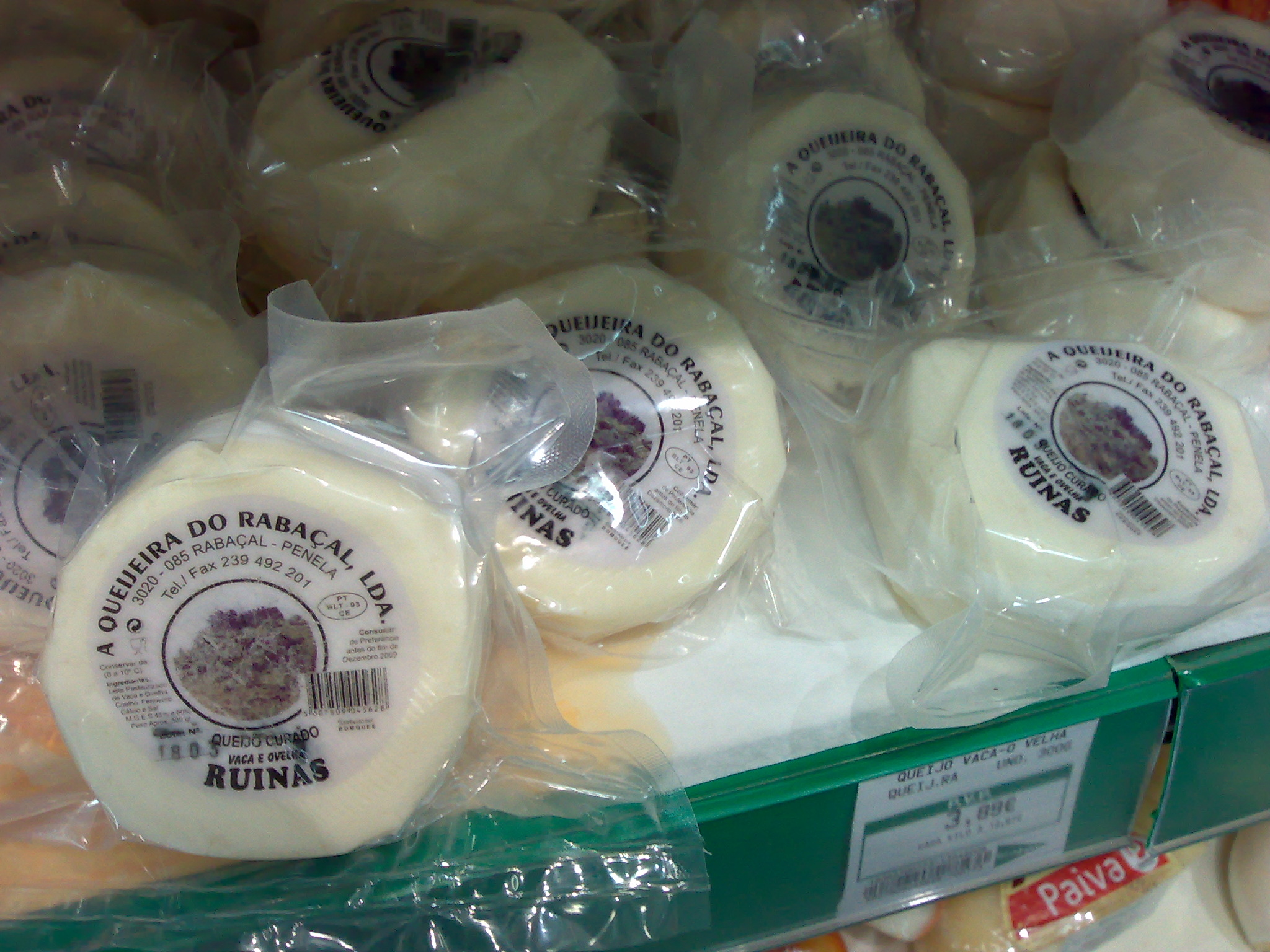
Queijo Rabaçal curado.

Queijo Rabaçal é um queijo português oriundo do Rabaçal, no Município de Penela, no Distrito de Coimbra. Constitui uma denominação de origem protegida, de acordo com as normas da União Europeia.
Fabricado com leites de ovelha e cabra, é um queijo curado, semi duro, com escassos ou nenhuns olhos pequenos e irregulares, de pasta de cor branca ou ligeiramente amarelada e uniforme. A sua produção envolve a coagulação dos leites de ovelha e de cabra, após a qual se procede ao esgotamento lento da coalhada, usando a acção de coalho de origem animal.
Apresenta normalmente pesos compreendidos entre os 300 e os 500 g, diâmetros entre 10 e os 12 cm e alturas entre 3,3 e 4,2 cm. Possui um teor de humidade compreendido entre 52% e 60%, forma cilíndrica e crosta inteira, ligeiramente untuosa ou lisa e seca
Pode ser consumido como entrada, sobremesa ou como refeição ligeira. Em algumas localidades da região do queijo Rabaçal, é possível adquirir e provar queijos artesanais frescos, antes do processo de cura.

## Área de produção
Para além do Rabaçal, é também produzido nas restantes freguesias do Município de Penela, em algumas freguesias do Município de Condeixa-a-Nova, nomeadamente Condeixa-a-Velha, Ega, Furadouro, Vila Seca e Zambujal, assim como nos Municípios de Soure, Alvaiázere, Ansião e Pombal.
Mais precisamente, a área de produção é composta pelas seguintes freguesias:
| Município       | Freguesia                           |
| --------------- | ----------------------------------- |
| Penela          | Cumieira                            |
| Penela          | Espinhal                            |
| Penela          | Podentes                            |
| Penela          | São Miguel, Santa Eufémia e Rabaçal |
| Condeixa-a-Nova | Condeixa-a-velha e Condeixa-a-nova  |
| Condeixa-a-Nova | Ega                                 |
| Condeixa-a-Nova | Furadouro                           |
| Condeixa-a-Nova | Vila Seca e Bem da Fé               |
| Condeixa-a-Nova | Zambujal                            |
| Soure           | Degracias                           |
| Soure           | Pombalinho                          |
| Soure           | Tapéus                              |
| Alvaiázere      | Almoster                            |
| Alvaiázere      | Alvaiázere                          |
| Alvaiázere      | Maçãs de Dona Maria                 |
| Alvaiázere      | Pelmá                               |
| Alvaiázere      | Pussos São Pedro                    |
| Ansião          | Alvorge                             |
| Ansião          | Ansião                              |
| Ansião          | Avelar                              |
| Ansião          | Chão de Couce                       |
| Ansião          | Santiago da Guarda                  |
| Ansião          | Pousaflores                         |
| Pombal          | Abiul                               |
| Pombal          | Pelariga                            |
| Pombal          | Redinha                             |
| Pombal          | Vila Cã                             |
| Pombal          | Pombal                              |

## Valor económico
Segundos dados de 2019, foram produzidos neste ano cerca de 11.612 kg de Queijo Rabaçal DOP, sendo o décimo primeiro queijo com DOP mais produzido em Portugal (cerca de 0,6% da produção nacional). 

### Produção
O sistema produtivo do Queijo Rabaçal DOP é composto por 11 explorações abastecedoras de leite e 4 queijarias certificadas (dados de 2020).